# أبريل شرايبر
أبريل شرايبر (بالإسبانية: Abril Schreiber) هي ممثلة كولومبية وفنزويلية، ولدت في 12 فبراير 1987 في كاراكاس في فنزويلا.

## وصلات خارجية
- أبريل شرايبر على موقع IMDb (الإنجليزية)
- أبريل شرايبر على موقع قاعدة بيانات الفيلم (الإنجليزية)